# Nieuwendam-Noord
Waterlandpleinbuurt è un quartiere nello stadsdeel di Amsterdam-Noord, nella città di Amsterdam. Fino all'ottobre 2012 il nome del quartiere e Nieuwendam-Noord.
Il quartiere fu costruito negli anni '60. Il Waterlandplein shopping è il cuore del quartiere.